# دانیل بروکنر
دانیل بروکنر (انگلیسی: Daniel Brückner؛ زادهٔ ۱۴ فوریهٔ ۱۹۸۱) بازیکن فوتبال اهل آلمان است.
از باشگاه‌هایی که در آن بازی کرده‌است می‌توان به باشگاه فوتبال گروتر فورث، باشگاه فوتبال قوت-وایس ارفورت و باشگاه فوتبال پادربورن اشاره کرد.